# Bartrès
Bartrès è un comune francese di 490 abitanti situato nel dipartimento degli Alti Pirenei nella regione dell'Occitania e si trova a 5 km. a nord di Lourdes.

## Società

### Evoluzione demografica
Abitanti censiti